# Central Park (Cowdenbeath)
Der Central Park ist ein Fußballstadion in der schottischen Stadt Cowdenbeath, Unitary Authority Fife. Die vereinseigene Spielstätte wurde im Jahr 1917 eingeweiht. Die Anlage liegt im Zentrum der Stadt und bietet 5.268 Plätze; wovon 1.622 Sitzplätze auf der Haupttribüne zur Verfügung stehen. Die Haupttribüne ist der einzige Teil des Stadions der überdacht ist und besteht aus zwei kleinen Rängen im Norden. Zum einen die alte Haupttribüne West Stand (Old Grandstand) mit 1.000 Holzsitzen und zum anderen der neuere Alex Menzies Stand mit 500 Sitzplätzen. Er wurde 1993 errichtet, nachdem die Tribüne 1992 durch ein Feuer teilweise zerstört wurde.
Zusätzlich erhielt die Sportstätte u. a. neue Umkleidekabinen, Sitzungs- und Büroräume. Auf der Südseite befinden sich Kioske und Toilettenräume. Die Westkurve beherbergte die überdachte Coo Shed-Tribüne, bis sie 1983 durch einen Sturm zerstört wurde. Der Besucherrekord wurde am 21. September 1949 aufgestellt. Zu dem Scottish-League-Cup-Viertelfinale gegen die Glasgow Rangers kamen 25.586 Zuschauer in den Central Park. Seit 1968 besitzt das Stadion eine Flutlichtanlage.
Um das Spielfeld verläuft eine asphaltierte Bahn auf der seit 1965 Motorsport-Veranstaltungen wie Speedway- und Stockcar-Rennen stattfinden; zwischen März und November werden meist samstags Rennen verschiedener Fahrzeugklassen auf dem Racewall Cowdenbeath ausgetragen. Früher wurden auf der Bahn auch Windhundrennen ausgetragen; heute findet wöchentlich ein Markt unter freiem Himmel statt. Es gibt Pläne, das in die Jahre gekommene Stadion durch einen Neubau zu ersetzen oder zumindest zu renovieren.

## Galerie

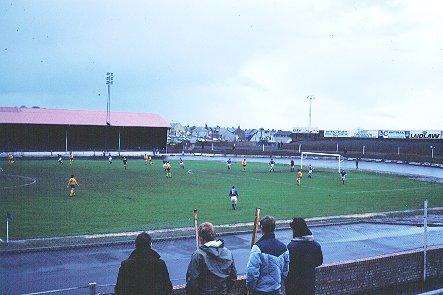
Der Central Park von der Südtribüne gesehen